# Płonia

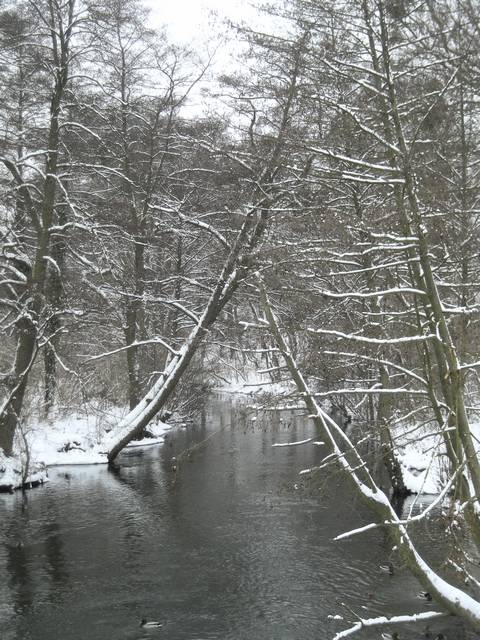
Płonia i östra Szczecin.

Płonia, tyska Plöne, är en 74 km lång flod i Västpommerns vojvodskap i nordvästra Polen. Floden har sin källa i Barlineksjön vid staden Barlinek och rinner därifrån åt nordväst mot sitt utlopp i Dąbiesjön vid Szczecin. Därigenom utgör den en del av floden Oders avrinningsområde. På vägen genomflyter den sjöarna Miedwie och Płońsjön (Jezioro Płoń).
Floden reglerades under slutet av 1100-talet och var ända fram till 1900-talets början delvis farbar. Floden är relativt lågt förorenad och i nedre delen av floden fångas öring.